# النزاع الإقليمي الإكوادوري-البيروي 1857-1860
وقعت الحرب بين الإكوادور وبيرو بين عامي 1857 و1860. بدأ الخلاف عندما حاولت الإكوادور بيع أراضي حوض الأمازون -التي طالبت بيرو بها- من أجل تسوية ديونها مع الدائنين البريطانيين. أمرت الحكومة البيروفية بحصار موانئ الإكوادور عند انهيار العلاقات الدبلوماسية بين البلدين -قبل انقسام حكومة الإكوادور إلى عدة فصائل متنافسة- وذلك من أجل إجبار الإكوادور على إلغاء عملية البيع، وعلى الاعتراف الرسمي بملكية بيرو للأراضي المتنازع عليها. عزز كل من الجنرال غويلرمو فرانكو في مدينة غواياكيل، والحكومة المؤقتة في كيتو برئاسة جابرييل جارسيا مورينو سيطرتهما على الإكوادور بحلول أواخر عام 1859. أبحر الرئيس البيروفي رامون كاستيلا إلى غواياكيل مع عدة آلاف من الجنود في أكتوبر من عام 1859، وتفاوض على معاهدة مابازينغي مع الجنرال فرانكو في يناير من عام 1860. جاء توقيع المعاهدة بمثابة امتثال الإكوادور لجميع مطالب بيرو، والإعلان عن نهاية النزاع الإقليمي بين البلدين بشكل مؤقت. ومع ذلك، هزمت قوات الحكومة المؤقتة بقيادة غارسيا مورينو والجنرال خوان خوسيه فلوريس حكومة فرانكو في معركة غواياكيل في سبتمبر من عام 1860، لتضع هذه الحادثة نهاية الحرب الأهلية في الإكوادور. تنصلت الحكومة الجديدة من معاهدة مابازينغي، كما فعلت نظيرتها البيروفية بعد ذلك بوقت قصير. أعاد هذا الأمر استئناف النزاع الإقليمي.
يشار إلى هذا النزاع في بعض الأحيان باسم الحرب الإكوادورية- البيروفية لعام 1859، وذلك بسبب احتلال قوات كاستيلا المؤقت لأراضي الإكوادور عند وصولها إلى غواياكيل. لم يحدث اقتتال بين قوات البلدين طيلة مدة النزاع، على الرغم من مشاركة كتيبة القوات البيروفية -التي أعلن كاستيلا عنها في معاهدة مابازينغي- في معركة غواياكيل اللاحقة.

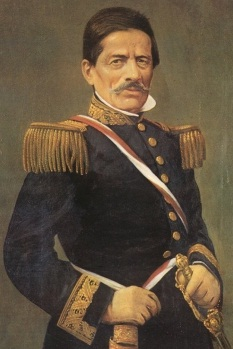
مارشال رامون كاستيا ماركويزادو، رئيس بيرو

## أحداث النزاع

### حالة الديون الإكوادورية
تكبدت حكومة كولومبيا الكبرى خلال حروب استقلال أمريكا الإسبانية عدة ديون لدائنين أوروبيين خاصين. تقاسمت الدول الثلاث التابعة لها: فنزويلا وكولومبيا والإكوادور الديون فيما بينها. تحملت الإكوادور مسؤولية 21.5% من الديون في عام 1837. نظمت لجنة من حملة سندات أمريكا اللاتينية نفسها في خمسينيات القرن التاسع عشر، وأرسلت العديد من ممثليها إلى الإكوادور لترتيب تسوية الديون. وقع جورج س. بريتشيت ممثل شركة أراضي الإكوادور المحدودة معاهدةً مع وزير المالية الإكوادوري دون فرانسيسكو دي باولا إيكازا في 21 سبتمبر من عام 1957، وأعطت هذه المعاهدة الدائنين حقوقًا في عدة أقاليم في إسمرالداس؛ وفي أقاليم أكثر على شواطئ نهر زامورا؛ بالإضافة إلى مليون ربع قطاع [يمثل القطاع مساحة مقدارها 2.6 كم مربع] في أبرشية كانيلوس الريفية؛ و410,200 ربع قطاع بالقرب من نهر كانار؛ ما مجموعه 2,610,200 ربع قطاع، بقيمة 566,900 جنيه إسترليني. حافظت المعاهدة على سيادة الإكوادور على جميع تلك الأراضي، ولكن أُعفيت كل الأنشطة القائمة هناك من الضرائب لمدة 15 عامًا بدءًا من تاريخ تنفيذ المعاهدة. لم تكن هذه المرة الأولى التي حاولت فيها حكومة الإكوادور تسوية الديون عن طريق نقل ملكية جزء من أراضيها.

### 1860: معاهدة مابازينغي
استعد الجيش البيروفي للعودة إلى الوطن في 7 يناير من عام 1860، ووقع كاستيلا وفرانكو بعد ثمانية عشر يومًا من ذلك –أي في 25 يناير- على معاهدة عام 1860 والمعروفة باسم معاهدة مابازينغي تيمنًا بهاسيندا حيث تمركزت القوات البيروفية. كان الهدف من المعاهدة إيجاد حل للنزاع الإقليمي المعلق. أكدت المعاهدة في مادتها الأولى على إعادة العلاقات بين البلدين. جاءت مسألة الحدود في المادة الخامسة والسادسة والسابعة، حيث أُعلن إلغاء معاهدة إيكازا- بريتشيت، وقبول موقف بيرو المتعلق بمبدأ الحدود الموروثة، مع إعطاء الإكوادور مهلة مدتها سنتين لإثبات ملكيتها لكيجوس وكانيلوس، لتصبح حقوق ملكية الأراضي مطلقةً بعد ذلك الوقت في حال عدم تقديم أي دليل. شكّلت المعاهدة اعترافًا بـالأمر الملكي في عام 1802، الأمر الذي سبق أن رفضته الإكوادور.

## تداعيات النزاع
كانت الاضطرابات الداخلية المعادية لحكومة كاستيلا تختمر في بيرو في ذلك الوقت. وعد كاستيلا الجنرال فرانكو بدعمه كرئيس «للحكومة العامة» في الإكوادور، وزود قواته بالأحذية والزي الرسمي، بالإضافة إلى 3000 بندقية. أبحر كاستيلا إلى بيرو في العاشر من فبراير، ووصل إلى ليما حاملاً معه معاهدة مابازينغي التي مثلت انتصار البيرو في النزاع. أُثبت لاحقًا عدم جدوى جهوده الساعية لاستيلاء بيرو على أراضي الإكوادور. سقطت حكومة غويلرمو فرانكو على يد الحكومة المؤقتة لقوات كيتو، بقيادة غارسيا مورينو والجنرال خوان خوسيه فلوريس، في معركة غواياكيل في سبتمبر من عام 1860، ما مهد الطريق لإعادة توحيد البلاد في ظل الحكومة المؤقتة. أبطل الكونغرس الإكوادوري معاهدة مابازينغي في عام 1861، وتبعه الكونغرس البيروفي، إذ أبطل هذه المعاهدة في وقت لاحق من عام 1863 في ظل حكومة ميغيل دي سان رومان، بحجة عدم امتلاك الإكوادور لحكومة مركزية عندما وقعت على المعاهدة، وكون الجنرال فرانكو مجرد رئيس حزب أو كتيبة، بالإضافة إلى حقيقة أن الحكومة الإكوادورية الجديدة قد رفضت المعاهدة. قرر الكونغرس البيروفي أنه يجب على البلدين الرجوع إلى حالة «ذريعة الحرب» لعام 1858. وبالتالي، لم يُفض النزاع الطويل إلى أي نتيجة تصب في مصلحة بيرو، واستمر النزاع الإقليمي بين البلدين دون حل.